# Kuzova (souostroví)
Souostroví Kuzova (rusky архипелаг Кузова) je skupina ostrovů v Bílém moři, ležících na trase mezi karelským okresním městem Kem a Soloveckými ostrovy, které administrativně náležejí již do Archangelské oblasti Ruské federace. Souostroví je od roku 1991 chráněno jako státní krajinná (přírodní a archeologická) rezervace, rusky plným názvem Государственный комплексный (ландшафтный) заказник Кузова.

## Geografie
Název ostrovů pochází ze sámského výrazu kuz-ojve (cyrilicí куз-ойвэ, což v překladu znamená „jedlová hlava“, přičemž slovo „ojve“ se často objevuje jako součást názvů kopců a hor v oblastech, obývaných Sámy. „Kuusi“ je v oblasti Karélie pojmenování jedle.).
Kuzova jsou skupina 16 větších ostrovů a dalších malých částí pevniny v soustavě Kemských šér, nízkých ostrůvků při Pomořském břehu Bílého moře, rozprostírajícím se mezi řekami Kem a Oněga. Největšími ostrovy jsou Ruskij Kuzov (Русский Кузов) a Německij Kuzov (Немецкий Кузов). Dále zde jsou ostrovy Olešin, Věrchnij, Srednij, Žiloj, Setnoj, Lodějnyj, Kuričja Niloksa, Černěckij, SevernajaTupčicha nebo Voronji.
Ostrovy Kuzova jsou skalnaté, místy pokryté původním jedlovým lesem. Nadmořská výška některých větších ostrovů přesahuje 100 metrů (nejvyšší bod souostroví je ve výšce 123,4  m n. m. na ostrově Ruskij Kuzov). Ostrovy Kuzova, stejně jako ostatní ostrovy Kemských šér, jsou neobydlené. 
Mezi souostrovím Kuzova a Soloveckými ostrovy prochází hranice, oddělující Karelskou republiku Ruské federace od Archangelské oblasti.

## Historie

### Posvátná místa
První písemné zmínky o ostrovech Kuzova se objevuí v polovině 15. století, tj. ještě dříve, než o ostrovech Soloveckých. Historie ostrovů je však mnohem starší, především ve spojitosti se skutečností, že na ostrovech Kuzova se nachází kolem 800 takzvaných sejdů, posvátných objektů, uctívaných původními obyvateli Karélie. Tato kultovní místa a objekty, zčásti v přírodní podobě, zčásti uměle upravené a doplněné, včetně kamenných pyramid a několika labyrintů, které jsou chráněny ruským státem jako kulturní a archeologické památky. Takové množství kultovních objektů na poměrně malé ploše neobydleného souostroví nemá nikde jinde v Evropě obdoby. Sejdy byly obvykle umístěny na vyvýšených místech nebo na březích vodních ploch, aby byly zdaleka viditelné. Jen ve vrcholových partiích ostrova Německý se nachází kolem 150 sejdů. Některé z nich tvoří velké balvany, zespodu podložené menšími kameny, přičemž další kameny jsou položeny na horní ploše balvanu. Na ostrovech Kuzova jsou také záhadné labyrinty v podobě spirálovitých kamenných cestiček. Unikátní labyrint se nachází na vrcholu ostrova Olešin. Je tvořen dvěma spirálami, zatočími dovnitř a vně jakési podkovy o rozměrech 9 x 11 metrů. Ve středu podkovy je umístěn 0,5 metrů vysoký kámen jako falický symbol.

### Pověst o cizích vojácích
Do názvů ostrovů, konkrétně do jména ostrova Velký Německý Kuzov, se promítly historické události z počátku 17. století v souvislosti se švédskými válečnými výboji a snahou Švédů o uchvácení Soloveckého kláštera. Podle pomořských legend Švédové (v podání karelského obyvatelstva „němečtí lidé“) přistáli u jednoho z ostrovů Kuzova a nějakou dobu zde odpočívali, aby nabrali síly k útoku na bohatý Solovecký klášter. Podle zmíněné pověsti cizí vojáci, kteří častovali cíl svého útoku hlasitými nadávkami, na tomto ostrově za trest zkameněli a zbylí cizinci raději uprchli z ostrovů pryč. 

### Státní přírodní rezervace
Ostrovy Kuzova získaly status státní přírodní rezervace (государственный природный заказник) v roce 1991. V roce 1994 se stala oblast souostroví Kuzova se svými mokřady a okolními vodními plochami chráněným mořským a příbřežním územím mezinárodního významu podle Ramsarské úmluvy. Celková plocha chráněného území je 3 597,9 ha, z toho 2 654,9 ha jsou vodní plochy. Status přírodní rezervace Kuzova byl upřesněn vyhláškou vlády Karelské republiky č. 215  ze dne 12. července 2012.